# 72 Dangerous Places
72 Dangerous Places è un documentario australiano prodotto dalla compagnia Showrunner Productions e trasmesso da ABC.
La serie, nel corso di 8 puntate, mostra da vicino catastrofi naturali come uragani, eruzioni e valanghe e indaga le motivazioni che spingono alcune popolazioni a vivere in territori poco ospitali.

## Doppiaggio
| Personaggio          | Voce italiana      |
| -------------------- | ------------------ |
| Narratore            | Erik Martini       |
| Tiki Trex            | Paola Masciadri    |
| George Kourounis     | Alessandro Bianchi |
| David Livingstone    | Ivan Anoè          |
| Claire Vanderplank   | Selena Bellussi    |
| Avon Hudson          | Riccardo Ricobello |
| Margaret Watroba     | Manuela Velini     |
| Douglas May          | Enrico Vaioli      |
| Anastacia Palaszczuk | Gianna Gesualdo    |
| Gary Forsythe        | Antonio Amoruso    |